# Edmund Crawford
Edmund Crawford (né le 31 octobre 1906 à Filey dans le Yorkshire du Nord et mort le 13 décembre 1977 à Londres) est un joueur de football anglais, qui évoluait au poste d'attaquant, avant de devenir entraîneur.

## Biographie

### Joueur
Il commence sa carrière de joueur en 1922, en rejoignant le club de Filey Town, où jouent déjà ses deux frères. Il joue ensuite dans les clubs de la ville de son comté natale, Scarborough, avec tout d'abord le Scarborough Town puis les Scarborough Penguins, avant de repartir jouer avec Filey Town.
En 1931, Crawford signe son premier contrat professionnel avec Halifax Town, puis rejoint l'année suivante le club de Liverpool (où il inscrit 4 buts en 8 matchs).
En 1933, il rejoint Clapton Orient, avec qui il termine le restant de sa carrière (jouant les 6 dernières saisons de sa carrière avec une cheville cassée non diagnostiquée).

### Entraîneur
Après la seconde Guerre mondiale, il commence sa carrière d'entraîneur, d'abord en Suède avec le Degerfors IF, avant d'ensuite tenter l'aventure en Italie. 
Il arrive dans la péninsule italienne lors de la saison 1949-1950, appelé par Renato Dall'Ara pour remplacer Tony Cargnelli sur le banc de Bologne. Après un changement radical de la tactique de l'équipe bolonaise, Crawford sauve son club de la relégation lors de la dernière journée, et se voit alors reconduire son contrat d'un an. La saison suivante, Bologne termine à la 6e place du classement. En septembre 1951, au début de sa troisième saison avec les rossoblu, il est remercié, et rejoint Livourne quelques jours plus tard.
Après son aventure italienne, il part en Grèce en 1953 pour prendre les rênes de l'AEK Athènes, puis retourne ensuite au pays pour une saison avec le Barnet Football Club.